# Zénon Trudeau
Pour les articles homonymes, voir Trudeau.
Zénon Trudeau, né à la Nouvelle-Orléans le 28 novembre 1748 et décédé à St James Parish (paroisse Saint-Jacques) le 12 septembre 1813.  Il fut gouverneur du pays des Illinois (Haute-Louisiane) et commandant de la ville de Saint-Louis au Missouri. Il est le frère de Charles Trudeau (Don Carlos Trudeau), cinquième maire de La Nouvelle-Orléans.

## Biographie
Né à la Nouvelle-Orléans le 28 novembre 1748, Zénon Trudeau est le fils du linguiste Jean-Baptiste Burel Trudeau (1711-1772) et de Marie-Anne Carrière de Montbrun. 
Zénon Trudeau était capitaine du 18e régiment de Louisiane et commandant de la partie occidentale de l'Illinois. Il fut nommé au poste de lieutenant-gouverneur du pays des Illinois de 1792 à 1799 par le pouvoir colonial espagnol qui contrôlait la Louisiane espagnole à ce moment-là. Zénon Trudeau était également commandant de la ville de Saint-Louis.
En 1793, il commanda le galion La Flèche qui embarqua, sur le fleuve Mississippi, des réfugiés acadiens expulsés d'Acadie lors du Grand Dérangement, depuis la Nouvelle-Orléans jusqu'à la ville de Saint-Louis sur le Missouri. Il fut l'instigateur de l'expédition chez les Mandans sur le Haut-Missouri que fit en 1794-1796 Jean-Baptiste Truteau (Trudeau) (1748-1827)
En 1797, Zénon Trudeau accorda des terres à l'explorateur américain Daniel Boone qui explorait le Kentucky.
En 1799, il fut remplacé au poste de gouverneur par Charles de Hault de Lassus qui commanda la ville de Saint-Louis avant de commander et de gouverner la ville de Bâton-Rouge.